# Hydrophorus canities
Hydrophorus canities is een vliegensoort uit de familie van de slankpootvliegen (Dolichopodidae). De wetenschappelijke naam van de soort is voor het eerst geldig gepubliceerd in 1923 door Van Duzee.